# Собор Архистратига Михаила (Мозырь)

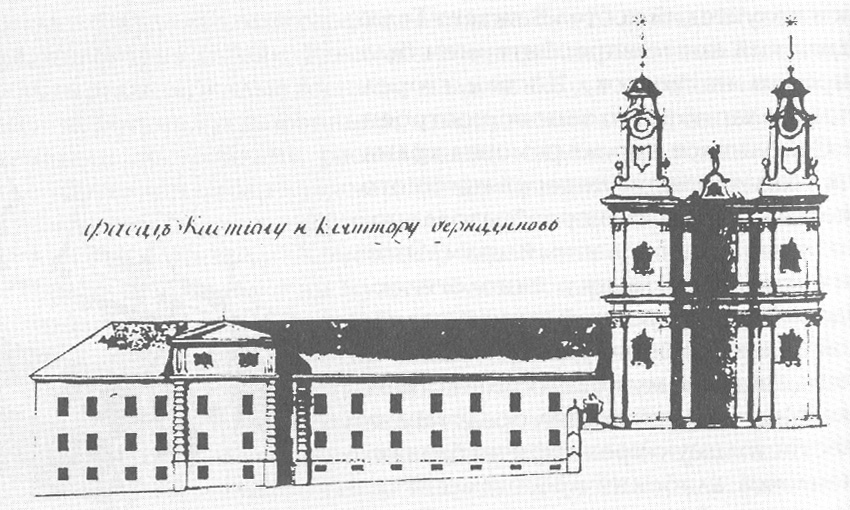
Собор во имя Архистратига Михаила (бывший костёл и монастырь бернардинцев), рисунок XIX века.

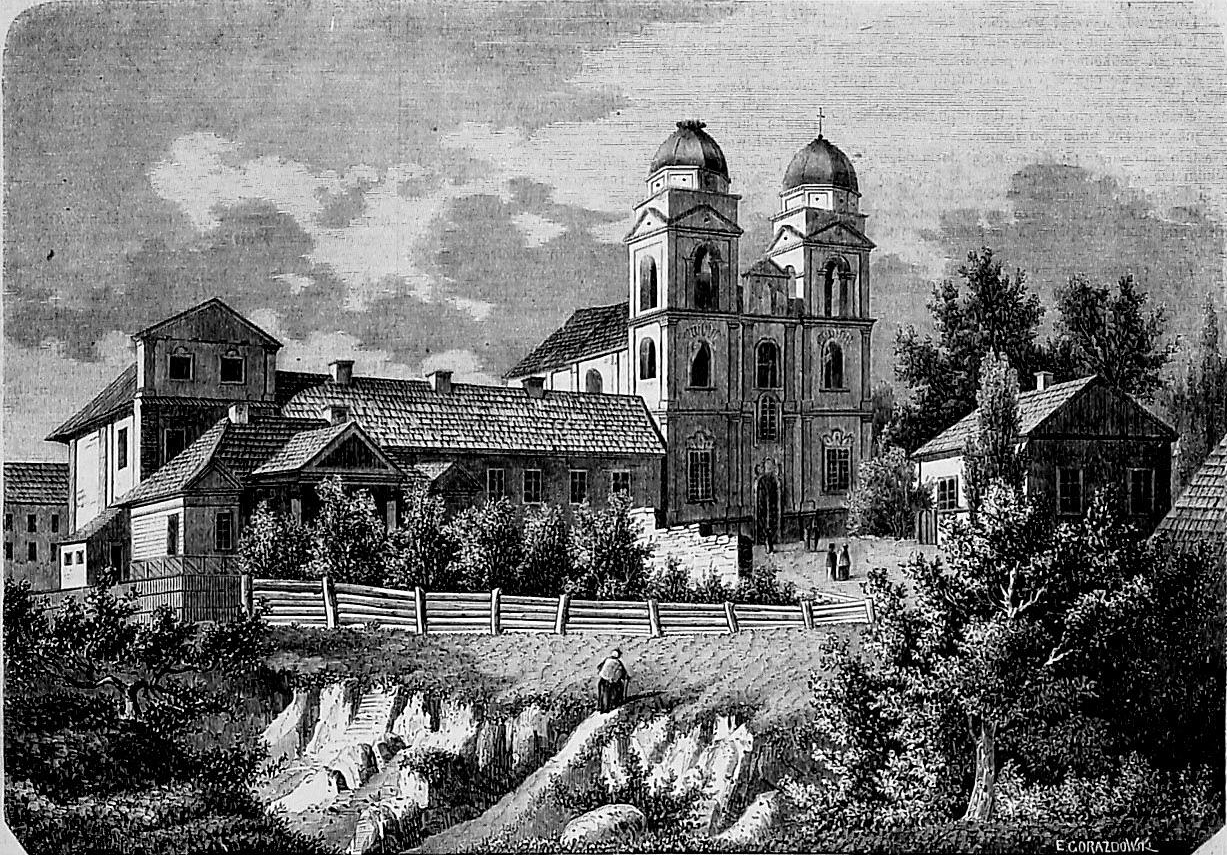
Эдвард Гораздовский. Костёл и монастырь бернардинцев в Мозыре. 1865 год.

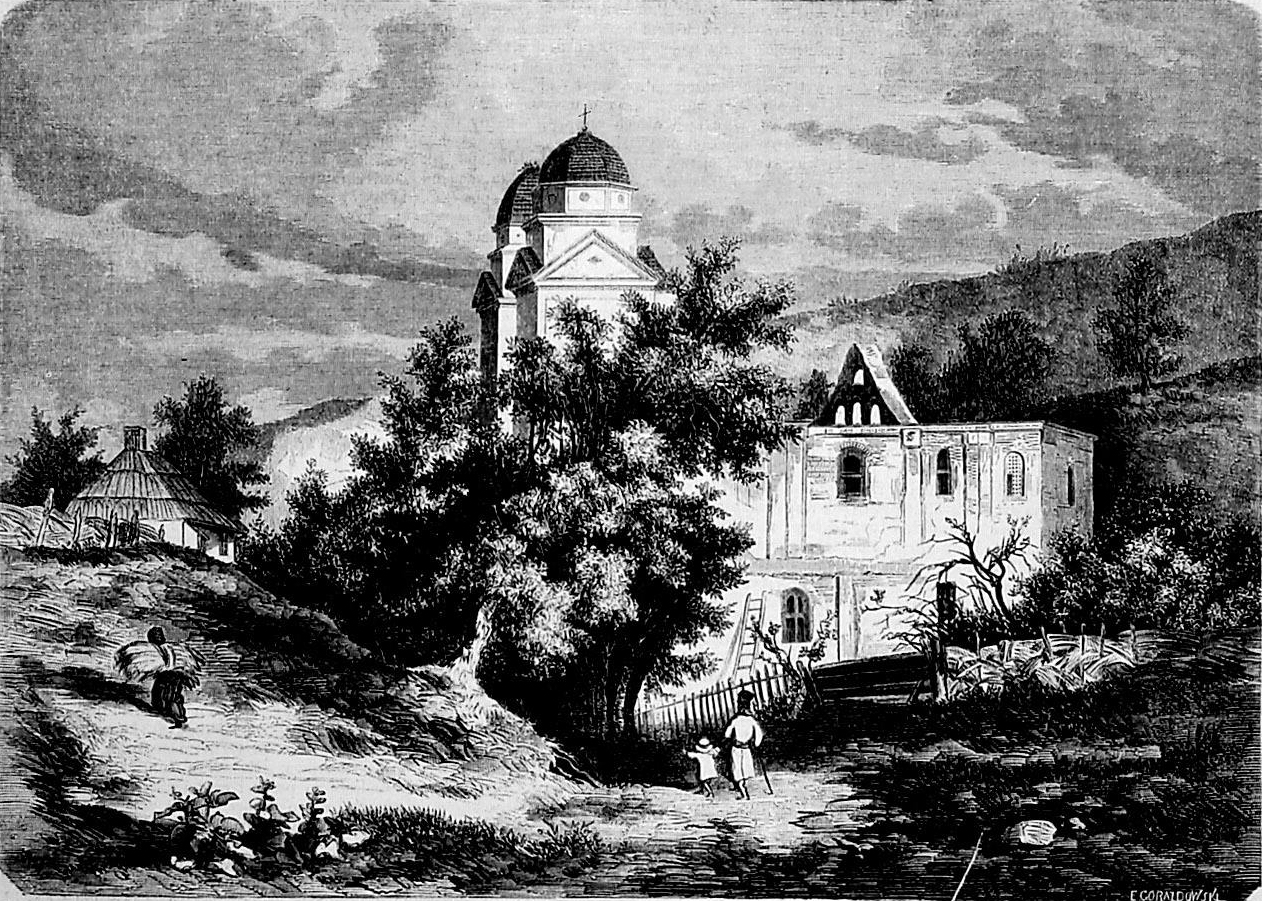
Эдвард Гораздовский. Костёл и монастырь бернардинцев в Мозыре. 1865 год.

Кафедральный собор во имя Архистратига Михаила (Мозырь) – главный православный храм Туровской епархии, построен в XVIII веке как костёл в стиле позднего барокко в виде двухбашенной трехнефной базилики.

## Исторический очерк
В 1615 году король Речи Посполитой Сигизмунд III Ваза основал монастырь бернардинцев в Мозыре.
В 1618 году мозырский староста Балтазар Стравинский на выделенном королём участке строит деревянный костёл и несколько домиков для монахов.
В 1645 году отставной полковник Стефан Лозко подарил часть холма, напротив Мозырского замка, монахам бернардинцам и начал строительство каменного монастыря. В 1648 году во время казацко-крестьянской войны монастырь был уничтожен. В течение войн середины XVII века Мозырь был практически стерт с лица земли. Город был восстановлен при короле Яне III Собеском (1674—1696).
Самые первые упоминания о Михайловском храме относятся к XVI веку. Но во второй половине XVIII века недостроенный монастырь был уничтожен.
В 1745 году Оскерки начинают строительство нового каменного монастыря бернардинцев, центром которого должен был стать величественный костёл. Сколько лет длилось строительство храма, доподлинно неизвестно. Вероятнее всего, храм было освящён в 60-х или 70-х годах XVIII века. Монастырский комплекс был построен в стиле позднего барокко в виде двухбашенной трёхнефной базилики. В монастыре также располагались начальная школа и библиотека. В крипте костёла была устроена семейная усыпальница, где находили упокоение представители рода Оскерок.
После национально-освободительных восстаний XIX века бернардинский монастырь был закрыт, в его корпусах расположились присутственные места Мозырского уезда и больница. Костёл неоднократно горел и пришел в упадок.
В 1864 году храм был передан православной церкви и 5 сентября 1865 года освящён по православному чину во имя святого архистратига Божия Михаила; правый придел — во имя святителя Кирилла Туровского.
Храм благополучно пережил Первую мировую войну и большевистский переворот.
С 1937 по 1941 год здание использовалось как тюрьма НКВД Полесской области . По некоторым данным, здесь было вынесено более 2000 смертных приговоров ни в чём не повинным людям .
В 1941 году храм вновь был открыт, а в 1952 году зарегистрирован советскими властями. В этом же году в храме был проведён ремонт.
С 1992 года является главным храмом возрожденной Туровской епархии.
В крипте Свято-Михайловского кафедрального собора, на месте мученичества людей, создан храм в честь Новомучеников и Исповедников, в земле Полесской просиявших, освящение которого состоялось в 2012 году.
В 2018 году были полностью завершены ремонтно-восстановительные работы по замене кровли и ремонту фасадов главного храма Туровской епархии — кафедрального собора святого Архангела Михаила в г. Мозыре, являющегося памятником архитектуры XVIII века.

## Архитектура
Костёл – памятник архитектуры барокко XVII – XVIII веков – представляет собой прямоугольный в плане храм, разделенный внутри двумя рядами колонн на три нефа: центральный и два боковых. Сама архитектура собора представляет собой так называемую белорусскую форму базиликальных храмов эпохи барокко. Главный фасад, представляющий собой трехъярусную композицию с возвышающимися по бокам двумя башнями-колокольнями, имеет криволинейные очертания, что придает зданию особую пластичность, которая усиливается архитектурными украшениями: группами пилястров и тонкопрофильными карнизами. В архитектуре башен, перестроенных на русский манер, уже прослеживаются элементы классицизма. Ритм боковым фасадам задают лучковые оконные проемы и лопатки в простенках. К храму вплотную примыкает бывший монастырский комплекс – двухэтажное Г-образное здание.

## Интересные факты
- В крипте собора находилась усыпальница рода Оскерок, фундаторов костёла.
- При соборе действует Церковный историко-археологический кабинет.
- В Михайловском соборе сохранилась роспись на стенах, сделанная известным белорусским художником  Александром Исачёвым

## Галерея

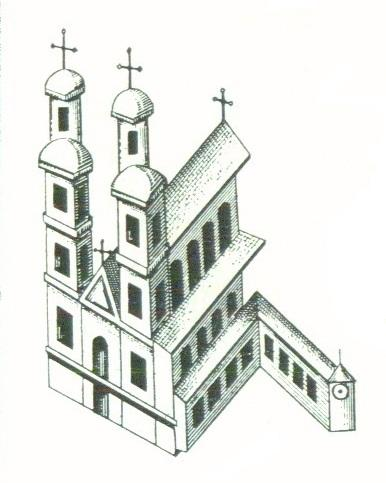
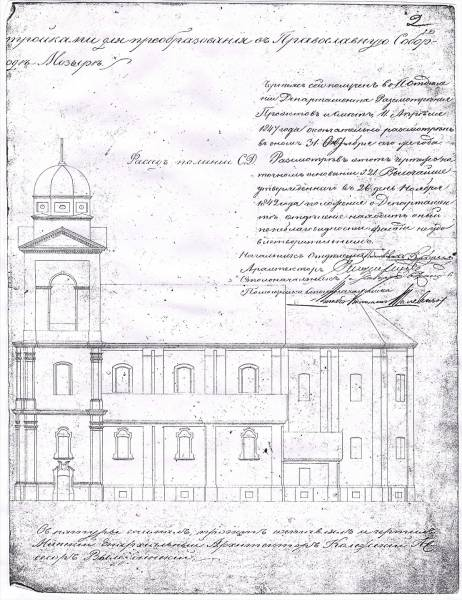
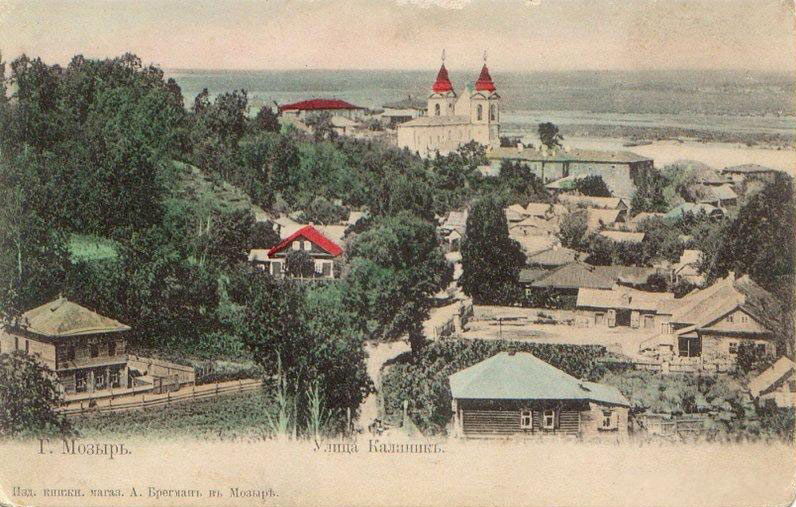
Панорама Мозыря с видом на Свято-Михайловский кафедральный собор
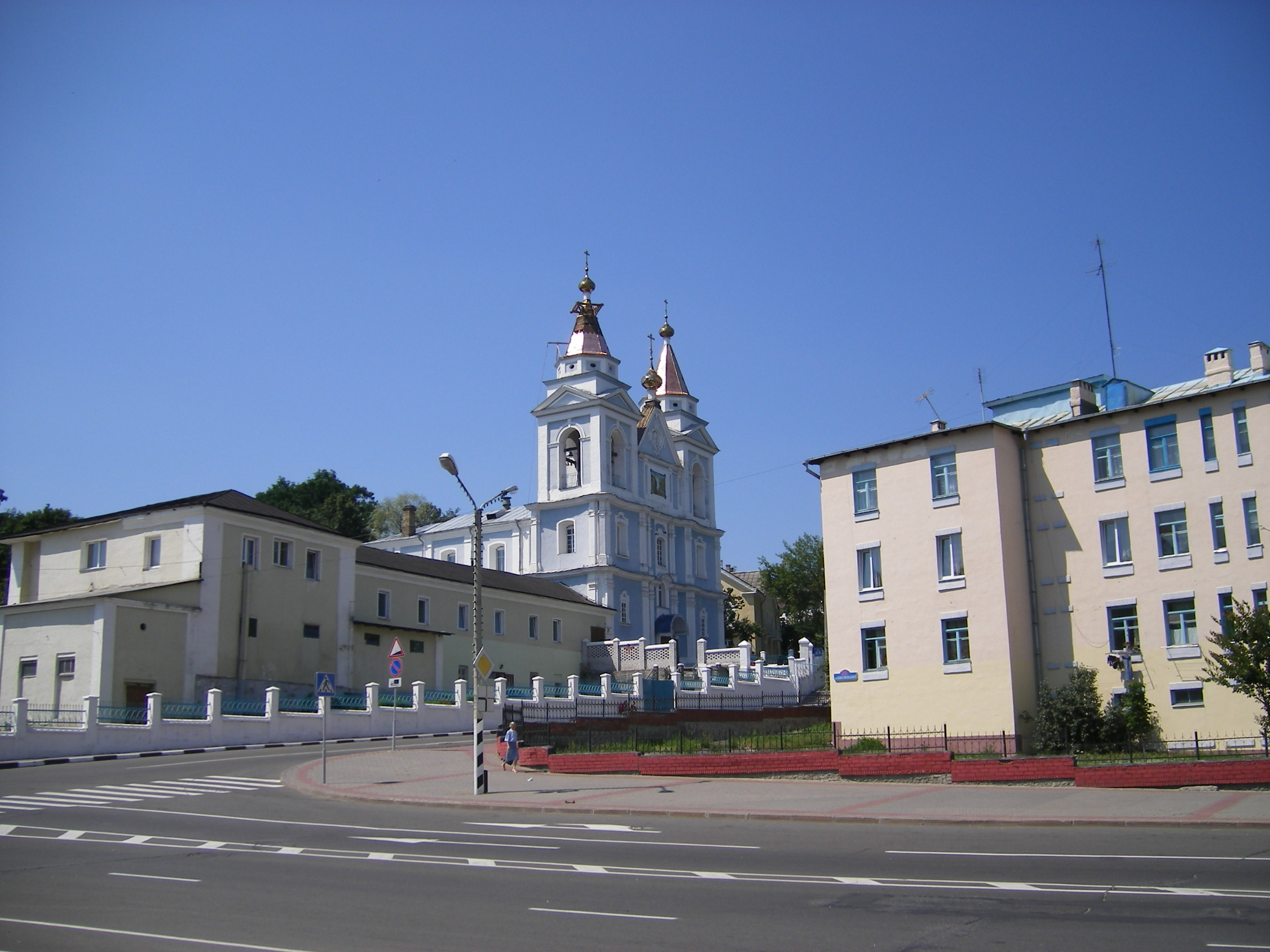
Свято-Михайловский собор. 2006 год
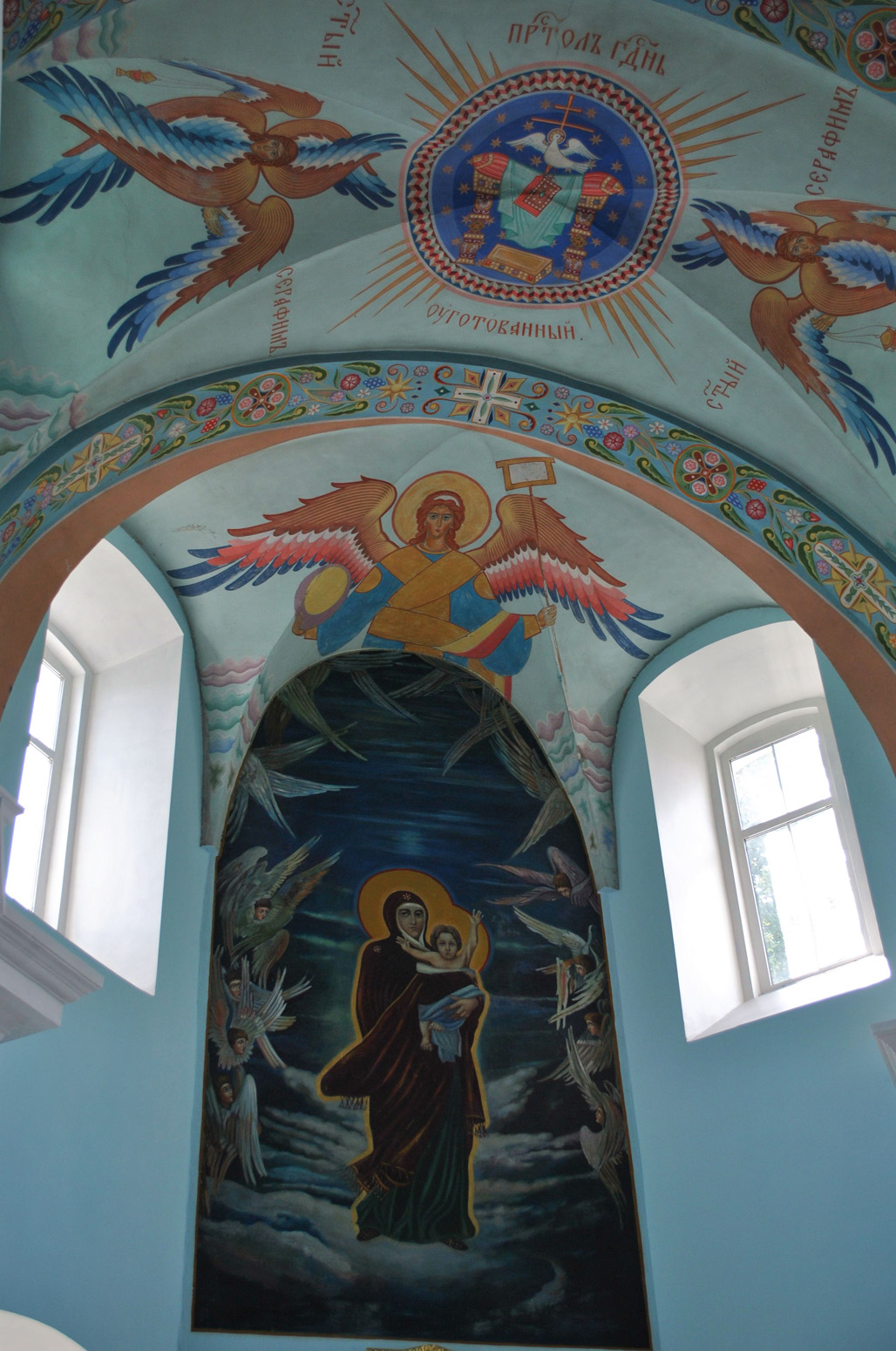
Роспись в алтаре собора
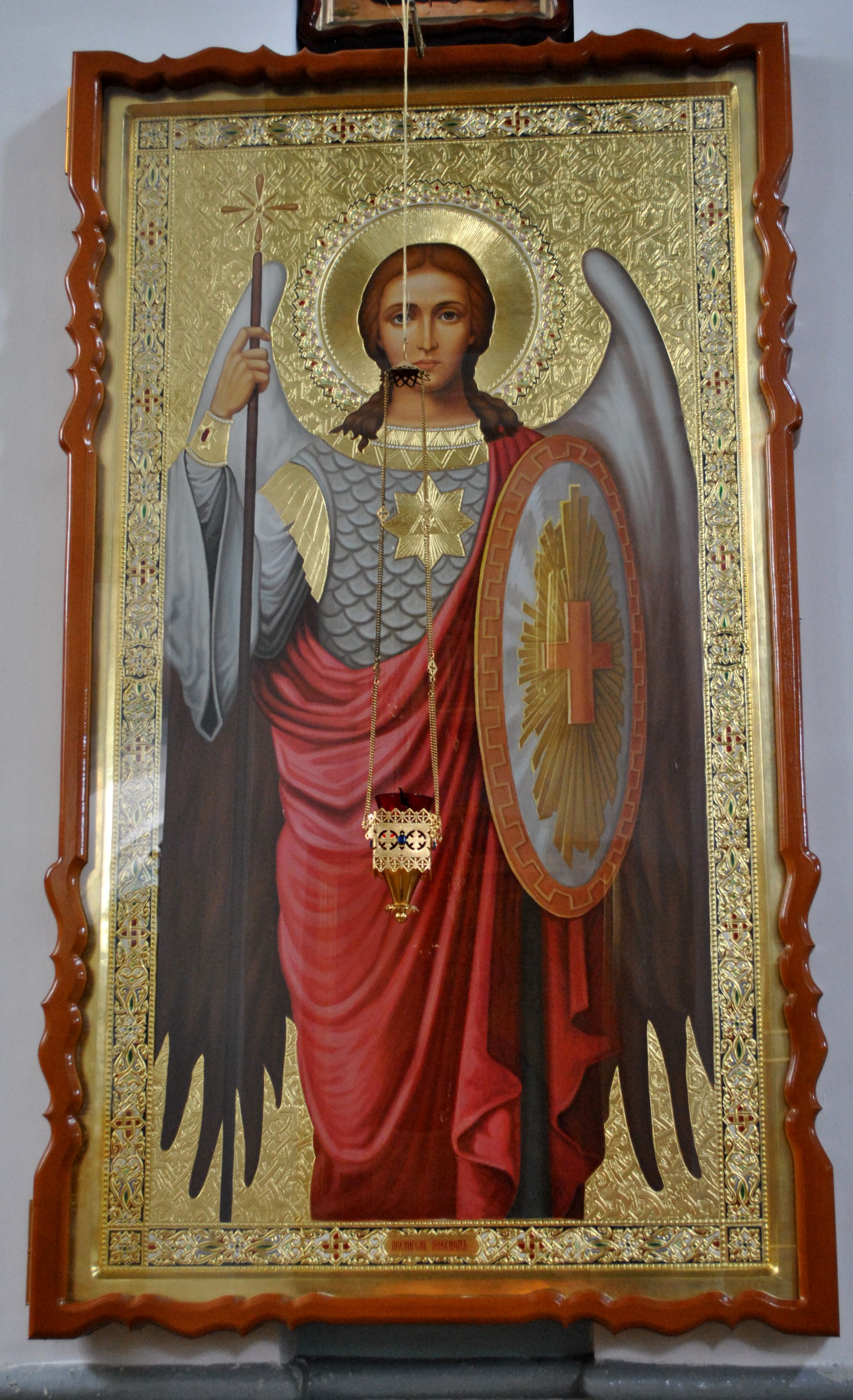
Икона Архангела Михаила в кафедральном соборе во имя Архистратига Михаила
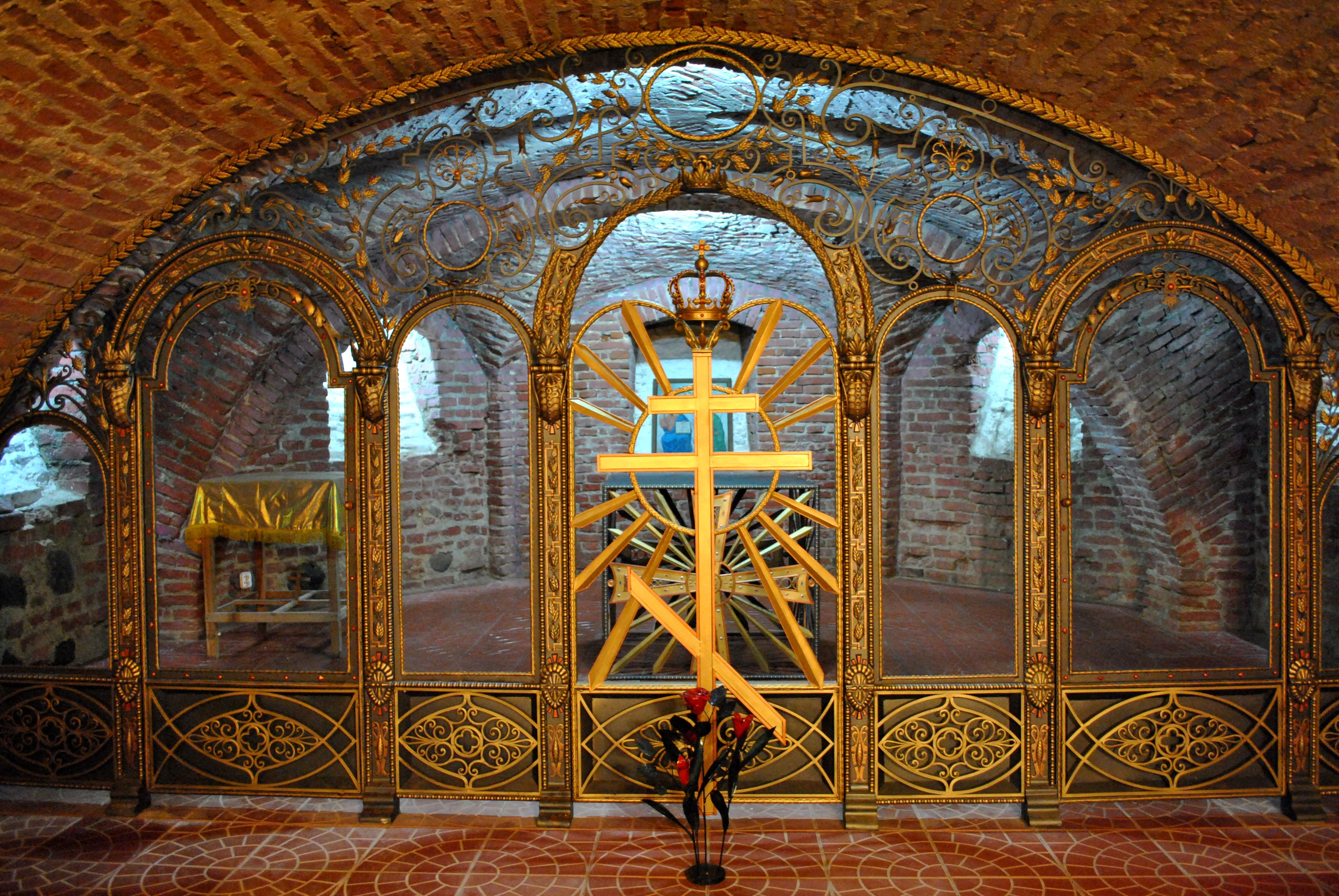
Алтарь в крипте Свято-Михайловского кафедрального собора
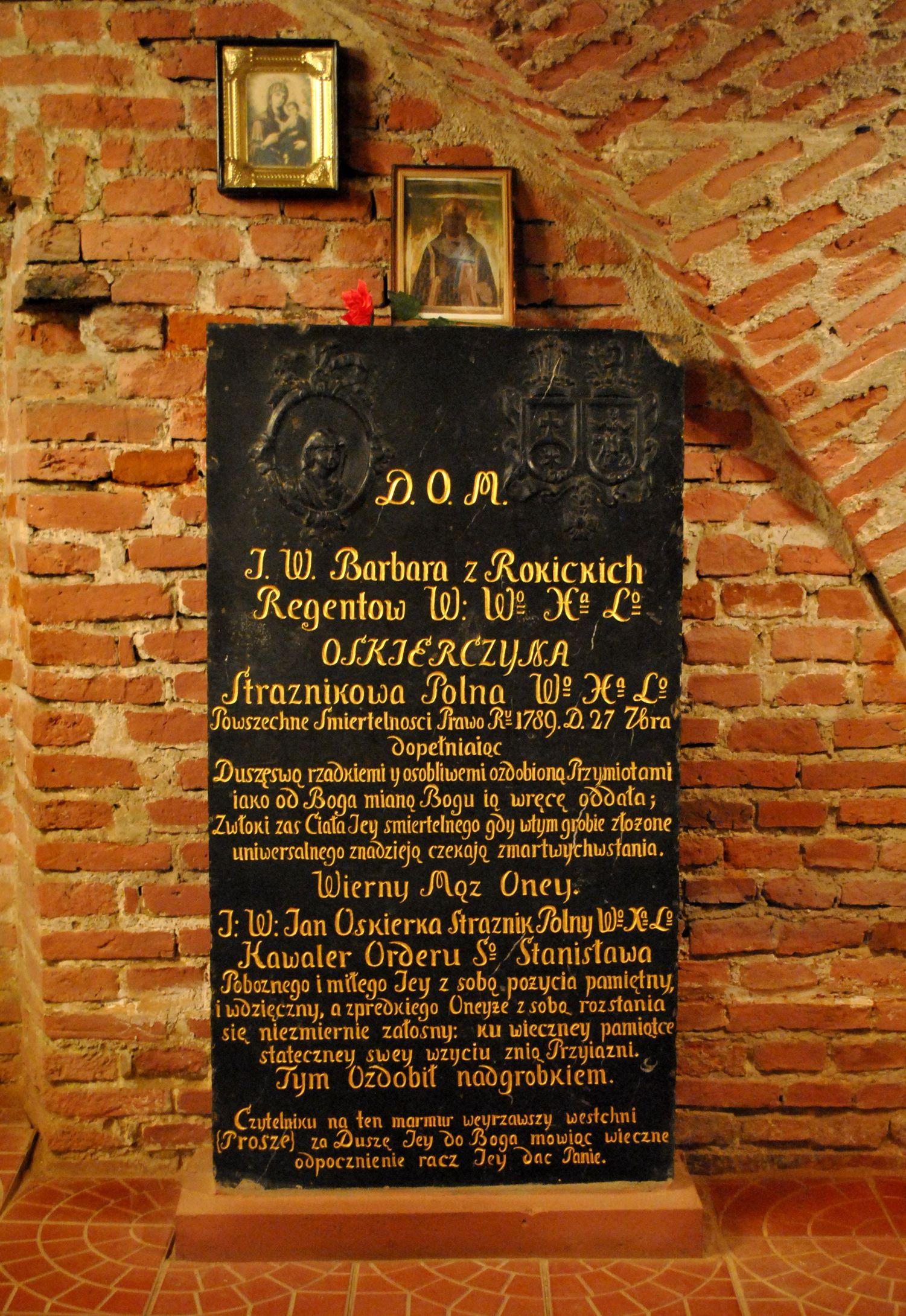
Надгробная плита Барбары Оскерко в крипте Кафедрального собора
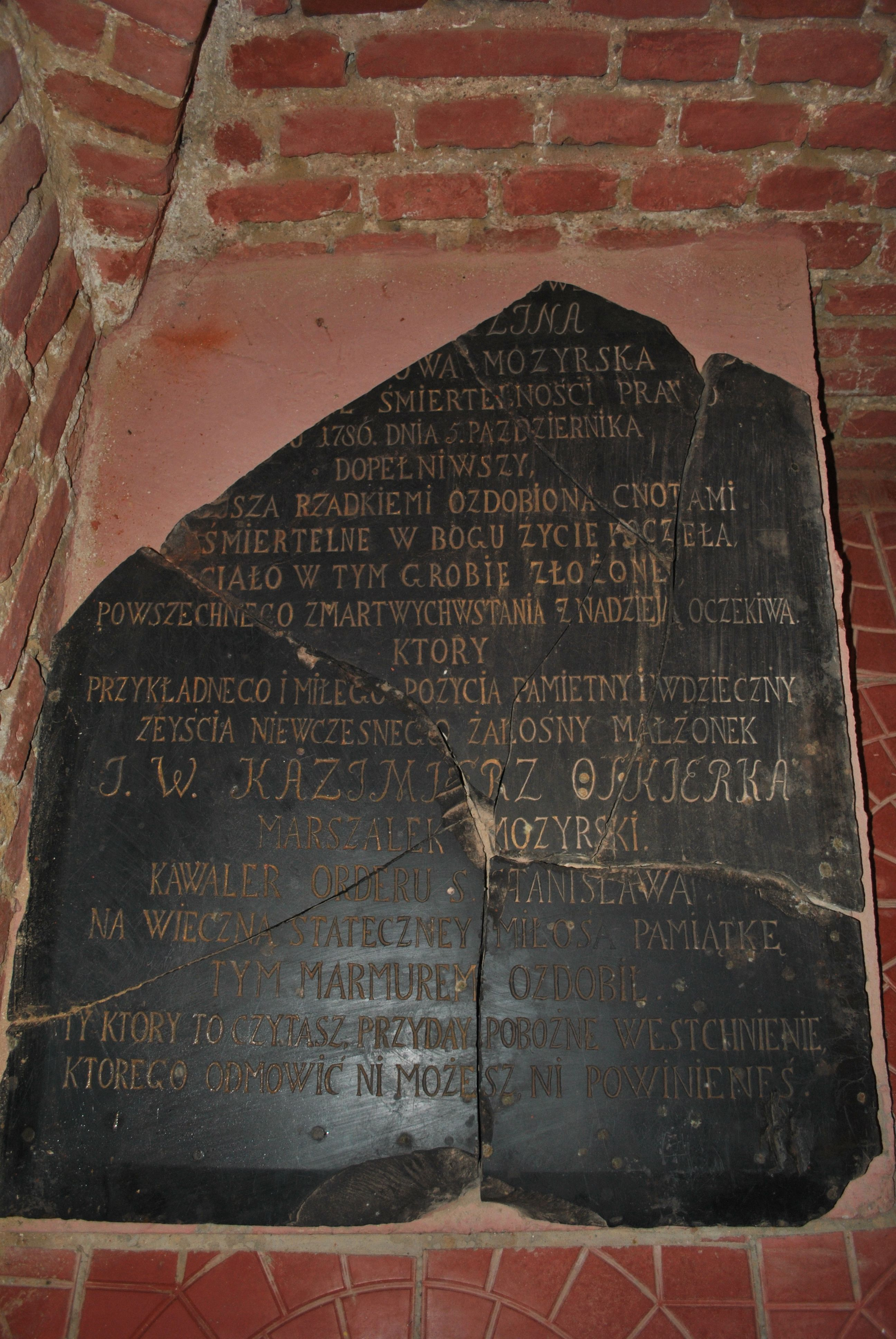
Надгробная плита Казимира Оскерко в крипте Кафедрального собора